# Hecla & Griper
Hecla & Griper är Songs: Ohias första EP, utgiven 1 december 1997 på Secretly Canadian.

## Låtlista
1. "Pass" - 1:16
2. "All Pass" - 2:18
3. "Defenders" - 3:38
4. "Declarer" - 2:48
5. "Easts Last Heart" - 4:14
6. "Replay and Claim" - 3:45
7. "Advice to Aces" - 2:05
8. "Darling" - 3:49